# كيفن هولاند
كيفن آلان هولاند (بالإنجليزية: Kevin Alan Holland؛ مواليد 5 نوفمبر 1992) هو مقاتل فنون القتال المختلطة أمريكي. يُنافس حاليا في فئات الوزن المتوسط ووزن الوسط في يو إف سي. أصبح هولاند محترفًا منذ عام 2015، كما نافس أيضًا في منظمات بيلاتور وملك القفص وبطولة القتال التراثية.

## الخلفية
وُلِد هولاند في ريفرسايد، كاليفورنيا، ونشأ في الغالب على يد أجداده في رانتشو كوكامونغا وأونتاريو. كانت والدته تدخل السجن وتخرج منه، بينما سُجن والده طوال حياة هولاند. التحق هولاند بمدرسة لوس أوسوس الثانوية وكلية شافي. بدأ هولاند تدريب الفنون القتالية عندما كان يبلغ من العمر 16 عامًا وكان من محبي جورج سانت بيير. وقع في حب يو إف سي بعد مشاهدته لحدث يو إف سي 100، وهي المرة الأولى التي يشاهد فيها يو إف سي، أثناء زيارة والده في فيلادلفيا.

## مسيرته في فنون القتال المختلطة

### بدايته
بعد تحقيق رصيد للهواة من 5–0، بدأ هولاند مسيرته الاحترافية في فنون القتال المختلطة في عام 2015. قاتل تحت العديد من العروض المنظمات مثل إكستريم نوك أوت، وبطولة القتال التراثية، وملك القفص، وبيلاتور، وحقق رصيد من 12–3 قبل توقيعه مع يو إف سي.

### سلسلة منافسات دانا وايت
ظهر هولاند في سلسلة منافسات دانا وايت 9. واجه ويل سانتياجو وفاز بالنزال بقرار القضاة بالإجماع في 12 يونيو 2018. حتى مع الفوز، لم يُعرض على هولاند عقد في العرض ولكن تم إحضاره لمواجهة تياغو سانتوس في يو إف سي 227.

### يو إف سي

#### 2018
خاض هولاند أول مباراة له في يو إف سي في 4 أغسطس 2018، ضد تياغو سانتوس في حدث يو إف سي 227. وخسر النزال بقرار القضاة بالإجماع.

#### 2025
من المقرر أن يواجه هولاند بطل ون السابق للوزن المتوسط ووزن خفيف الثقيل رينير دي ريدر في 18 يناير 2025، في حدث يو إف سي 311.

## حياته الشخصية
ولد هولاند في ريفرسايد بكاليفورنيا وترعرع على يد أجداده في رانتشو كوكامونغا و أونتاريو.
في أكتوبر 2021، أوقف هولاند سارق سيارة مزعومًا في حيّه. ووفقًا للتقارير، طارد هولاند الرجل وأخضعه حتى وصلت الشرطة.

## البطولات و الإنجازات

### الفنون القتالية المختلطة
- بطولة القتال النهائي
  - قتال الليلة (مرة واحدة) ضد ستيفن تومسون[17]
  - أداء الليلة (سبع مرات) ضدخواكين باكلي، تشارلي أونتيفيروس، رونالدو سوزا، أليخاندرو أوليفيرا، تيم مينز، مايكل كييزا، وميشال أوليكسيجوك[18][19][20][21][22][23][24]
    - بالمشاركة مع (كونر ماكغريغور، دونالد سيروني & أوفينس سينت برويس & توم أسبينال) ثالث أكثر مكافآت أداء الليلة في تاريخ يو إف سي (7)

  - بالمشاركة مع (روجر هويرتا & نيل ماغني) لأكبر عدد من الانتصارات في عام تقويمي في تاريخ يو إف سي (5)[25]
  - أكبر عدد من الانتصارات في عام تقويمي في تاريخ فئة الوزن المتوسط في يو إف سي (5)
  - أكبر عدد من النزالات في فترة 12 شهرًا في تاريخ يو إف سي (7) من مايو 2020 إلى أبريل 2021
- إكستريم نوك أوت
  - بطولة إكس كيه أو لوزن الوسط
  - بطولة إكس كيه أو للوزن المتوسط
    - دفاع ناجح عن اللقب
- بي تي سبورتس
  - أفضل مقاتل ذكر لعام 2020.[26]
- كيج سايد بريس
  - أفضل مقاتل ذكر لعام 2020.[27]
- إم إم إيه جونكي
  - أفضل ضربة قاضية لشهر ديسمبر 2020 ضد رونالدو سوزا[28]
  - أفضل انطلاقة لمقاتل في عام 2020[25]
  - أفضل مقاتل ذكر لعام 2020[29]
  - قتال شهر ديسمبر 2022 ضد ستيفن تومسون[30]
- إم إم إيه ويكلي
  - أفضل انطلاقة لمقاتل في عام 2020[31]
- ذا أثلتيك
  - أفضل مقاتل صاعد في عام 2020[32]
- شيردوغ
  - أفضل مقاتل صاعد في عام 2020[33]
- جوائز فنون القتال المختلطة العالمية
  - الروح القتالية لعام 2022 للشجاعة - داخل وخارج القفص، ومساعدة مجتمعه في مواجهة الخطر في عدة مناسبات[34]

### ألقاب الهواة
- مجموعة القتال الأولى
  - بطولة بي سي جيه لوزن الوسط
- أحزمة هونوريوس
  - بطولة بي أو إتش لوزن الوسط

## سجل فنون القتال المختلطة
| السجل المهني |        |          |
| 39 نزال      | 26 فوز | 12 خسارة |
| ضربة قاضية   | 14     | 2        |
| إخضاع        | 8      | 3        |
| قرار القضاة  | 4      | 7        |
| بدون قرار    | 1      | 1        |

| النتيجة | السجل     | الخصم                 | الطريقة                              | الحدث                                           | التاريخ        | الجولة | الوقت | المكان                                        | الملاحظات                                                                                      |
| ------- | --------- | --------------------- | ------------------------------------ | ----------------------------------------------- | -------------- | ------ | ----- | --------------------------------------------- | ---------------------------------------------------------------------------------------------- |
| خسر     | 26–12 (1) | رومان دوليدز          | ضربة فنية قاضية (إيقاف الزاوية)      | يو إف سي 307                                    | 5 أكتوبر 2024  | 1      | 5:00  | سولت ليك سيتي، يوتا، الولايات المتحدة         |                                                                                                |
| فاز     | 26–11 (1) | ميشال أوليكسيجوك      | إخضاع فني (الضغط على الذراع)         | يو إف سي 302                                    | 1 يونيو 2024   | 1      | 1:34  | نيوآرك، نيو جيرسي، الولايات المتحدة           | العودة للوزن المتوسط. أداء الليلة.                                                             |
| خسر     | 25–11 (1) | مايكل بيج             | قرار القضاة (بالإجماع)               | يو إف سي 299                                    | 9 مارس 2024    | 3      | 5:00  | ميامي، فلوريدا، الولايات المتحدة              |                                                                                                |
| خسر     | 25–10 (1) | جاك ديلا مادالينا     | قرار القضاة (بالانقسام)              | يو إف سي ليلة القتال: جراسو ضد شيفتشينكو 2      | 16 سبتمبر 2023 | 3      | 5:00  | لاس فيغاس، نيفادا، الولايات المتحدة           |                                                                                                |
| فاز     | 25–9 (1)  | مايكل كييزا           | إخضاع (خنق برابو)                    | يو إف سي 291                                    | 29 يوليو 2023  | 1      | 2:39  | سولت ليك سيتي، يوتا، الولايات المتحدة         | أداء الليلة.                                                                                   |
| فاز     | 24–9 (1)  | سانتياغو بونزينيبيو   | ضربة قاضية (بلكمة)                   | يو إف سي 287                                    | 8 أبريل 2023   | 3      | 3:16  | ميامي، فلوريدا، الولايات المتحدة              |                                                                                                |
| خسر     | 23–9 (1)  | ستيفن تومسون          | ضربة فنية قاضية (إيقاف الزاوية)      | يو إف سي على إي إس بي إن: تومسون ضد هولاند      | 3 ديسمبر 2022  | 4      | 5:00  | أورلاندو، فلوريدا، الولايات المتحدة           | قتال الليلة.                                                                                   |
| خسر     | 23–8 (1)  | حمزة شيماييف          | إخضاع (خنق برابو)                    | يو إف سي 279                                    | 10 سبتمبر 2022 | 1      | 2:13  | لاس فيغاس، نيفادا، الولايات المتحدة           | نزال في وزن غير محدد (180 رطل).                                                                |
| فاز     | 23–7 (1)  | تيم مينز              | إخضاع (خنق برابو)                    | يو إف سي على إي إس بي إن: كتار ضد إيميت         | 18 يونيو 2022  | 2      | 1:28  | أوستن، تكساس، الولايات المتحدة                | أداء الليلة.                                                                                   |
| فاز     | 22–7 (1)  | أليخاندرو أوليفيرا    | ضربة فنية قاضية (بالمرفقين)          | يو إف سي 272                                    | 5 مارس 2022    | 2      | 0:38  | لاس فيغاس، نيفادا، الولايات المتحدة           | العودة لوزن الوسط. أداء الليلة.                                                                |
| ب.ف     | 21–7 (1)  | كايل داوكوس           | بدون فائز (اصطدام عرضي بين الرؤوس)   | يو إف سي ليلة القتال: سانتوس ضد ووكر            | 2 أكتوبر 2021  | 1      | 3:43  | لاس فيغاس، نيفادا، الولايات المتحدة           | أدى اصطدام الرأس العرضي إلى فقدان هولاند للوعي.                                                |
| خسر     | 21–7      | مارفين فيتوري         | قرار القضاة (بالإجماع)               | يو إف سي على إيه بي سي: فيتوري ضد هولاند        | 10 أبريل 2021  | 5      | 5:00  | لاس فيغاس، نيفادا، الولايات المتحدة           |                                                                                                |
| خسر     | 21–6      | ديريك برانسون         | قرار القضاة (بالإجماع)               | يو إف سي على إي إس بي إن: هولاند ضد برونسون     | 20 مارس 2021   | 5      | 5:00  | لاس فيغاس، نيفادا، الولايات المتحدة           |                                                                                                |
| فاز     | 21–5      | رونالدو سوزا          | ضربة قاضية (باللكمات)                | يو إف سي 256                                    | 12 ديسمبر 2020 | 1      | 1:45  | لاس فيغاس، نيفادا، الولايات المتحدة           | عادل في الرقم القياسي في يو إف سي لأكبر عدد من الانتصارات في عام تقويمي واحد (5). أداء الليلة. |
| فاز     | 20–5      | تشارلي أونتيفيروس     | ضربة فنية قاضية (الخضوع للسلام)      | يو إف سي ليلة القتال: هول ضد سيلفا              | 31 أكتوبر 2020 | 1      | 2:39  | لاس فيغاس، نيفادا، الولايات المتحدة           | أداء الليلة.                                                                                   |
| فاز     | 19–5      | دارين ستيوارت         | قرار القضاة (بالانقسام)              | يو إف سي ليلة القتال: كوفينغتون ضد وودلي        | 19 سبتمبر 2020 | 3      | 5:00  | لاس فيغاس، نيفادا، الولايات المتحدة           |                                                                                                |
| فاز     | 18–5      | خواكين باكلي          | ضربة فنية قاضية (بركبة)              | يو إف سي ليلة القتال: لويس ضد أولينيك           | 8 أغسطس 2020   | 3      | 0:32  | لاس فيغاس، نيفادا، الولايات المتحدة           | أداء الليلة.                                                                                   |
| فاز     | 17–5      | أنتوني هيرنانديز      | ضربة فنية قاضية (بالركبتين واللكمات) | يو إف سي على إي إس بي إن: أوفيريم ضد هاريس      | 16 مايو 2020   | 1      | 0:39  | جاكسونفيل، فلوريدا، الولايات المتحدة          |                                                                                                |
| خسر     | 16–5      | بريندان ألين          | إخضاع (خنق خلفي عاري)                | يو إف سي على إي إس بي إن: رييس ضد ويدمان        | 18 أكتوبر 2019 | 2      | 3:38  | بوسطن، ماساتشوستس، الولايات المتحدة           |                                                                                                |
| فاز     | 16–4      | أليسيو دي شيريكو      | قرار القضاة (بالإجماع)               | يو إف سي ليلة القتال: مويكانو ضد الزومبي الكوري | 22 يونيو 2019  | 3      | 5:00  | غرينفيل، كارولاينا الجنوبية، الولايات المتحدة |                                                                                                |
| فاز     | 15–4      | جيرالد ميرشارت        | قرار القضاة (بالانقسام)              | يو إف سي على إي إس بي إن: باربوزا ضد غيثي       | 30 مارس 2019   | 3      | 5:00  | فيلادلفيا، بنسلفانيا، الولايات المتحدة        |                                                                                                |
| فاز     | 14–4      | جون فيليبس            | إخضاع (خنق خلفي عاري)                | يو إف سي ليلة القتال: بلايدز ضد نغانو 2         | 24 نوفمبر 2018 | 3      | 4:05  | بكين، الصين                                   |                                                                                                |
| خسر     | 13–4      | تياغو سانتوس          | قرار القضاة (بالإجماع)               | يو إف سي 227                                    | 4 أغسطس 2018   | 3      | 5:00  | لوس أنجلوس، كاليفورنيا، الولايات المتحدة      |                                                                                                |
| فاز     | 13–3      | ويل سانتياغو جونيور   | قرار القضاة (بالإجماع)               | سلسلة منافسات دانا وايت 9                       | 12 يونيو 2018  | 3      | 5:00  | لاس فيغاس، نيفادا، الولايات المتحدة           |                                                                                                |
| فاز     | 12–3      | تيجان دولي            | إخضاع (خنق المثلث)                   | بيلاتور 195                                     | 2 مارس 2018    | 1      | 2:59  | تاكيرفيل، أوكلاهوما، الولايات المتحدة         |                                                                                                |
| فاز     | 11–3      | هايوارد تشارلز        | ضربة فنية قاضية (باللكمات)           | إكستريم نوك أوت 39                              | 6 يناير 2018   | 3      | 3:34  | دالاس، تكساس، الولايات المتحدة                | دافع عن لقب بطولة إكس كيه أو للوزن المتوسط.                                                    |
| فاز     | 10–3      | جرادي هيرلي           | ضربة فنية قاضية (بالركبة واللكمات)   | إل إف إيه 21                                    | 1 سبتمبر 2017  | 1      | 1:24  | برانسون، ميزوري، الولايات المتحدة             |                                                                                                |
| خسر     | 9–3       | كيرتس ميلندر          | قرار القضاة (بالإجماع)               | إل إف إيه 13                                    | 2 يونيو 2017   | 3      | 5:00  | بربانك، كاليفورنيا، الولايات المتحدة          | نزال في وزن الوسط.                                                                             |
| فاز     | 9–2       | ديفيد جوميز           | ضربة فنية قاضية (باللكمات)           | كيه أو تي سي: المستعر الأعظم                    | 18 مارس 2017   | 1      | 3:34  | أونتاريو، كاليفورنيا، الولايات المتحدة        |                                                                                                |
| فاز     | 8–2       | جيف نيل               | ضربة فنية قاضية (باللكمات)           | إكستريم نوك أوت 34                              | 28 يناير 2017  | 3      | 3:50  | دالاس، تكساس، الولايات المتحدة                | دافع عن لقب بطولة إكس كيه أو للوزن المتوسط.                                                    |
| فاز     | 7–2       | خوسيه ألفريدو ليجا    | ضربة فنية قاضية (خضوع اللكمات)       | إكستريم نوك أوت 33                              | 5 نوفمبر 2016  | 1      | 4:03  | دالاس، تكساس، الولايات المتحدة                | فاز بلقب بطولة إكس كيه أو للوزن المتوسط.                                                       |
| فاز     | 6–2       | سام لييرا             | إخضاع (خنق المقصلة)                  | كيه أو تي سي: الأحكام العرفية                   | 18 سبتمبر 2016 | 2      | 4:23  | أونتاريو، كاليفورنيا، الولايات المتحدة        | نزال في وزن الوسط.                                                                             |
| فاز     | 5–2       | سام لييرا             | ضربة فنية قاضية (باللكمات)           | كيه أو تي سي: ليلة الأبطال                      | 5 مارس 2016    | 2      | 2:56  | أونتاريو، كاليفورنيا، الولايات المتحدة        | نزال في وزن الوسط.                                                                             |
| خسر     | 4–2       | رافائيل لوفاتو جونيور | إخضاع (خنق خلفي عاري)                | بطولة القتال التراثية 46                        | 2 أكتوبر 2015  | 1      | 1:24  | ألين، تكساس، الولايات المتحدة                 | الظهور الأول في الوزن المتوسط.                                                                 |
| خسر     | 4–1       | راميل موستابايف       | قرار القضاة (بالإجماع)               | جينيسيس كومبات سبورتس 4                         | 15 أغسطس 2015  | 3      | 5:00  | أبيلين، تكساس، الولايات المتحدة               | نزال في وزن غير محدد (175 رطل).                                                                |
| فاز     | 4–0       | فيكتور رينا           | إخضاع (خنق المقصلة)                  | إكستريم نوك أوت 26                              | 27 يونيو 2015  | 1      | 3:44  | دالاس، تكساس، الولايات المتحدة                |                                                                                                |
| فاز     | 3–0       | آرون ريفز             | إخضاع                                | إنتاجات كيك آس: حروب الحدود                     | 29 مايو 2015   | 1      | 0:22  | لاريدو، تكساس، الولايات المتحدة               | نزال في وزن غير محدد (174 رطل)؛ هولاند أخفق بالوزن.                                            |
| فاز     | 2–0       | جيسون بيروتا          | ضربة فنية قاضية (باللكمات)           | جينيسيس كومبات سبورتس 3                         | 25 أبريل 2015  | 1      | 1:36  | لوبوك، تكساس، الولايات المتحدة                | نزال في وزن غير محدد (195 رطل).                                                                |
| فاز     | 1–0       | ماركوس أيوب           | ضربة فنية قاضية (باللكمات)           | إكستريم نوك أوت 25                              | 28 مارس 2015   | 1      | 1:54  | أرلينغتون، تكساس، الولايات المتحدة            | الظهور الأول في وزن الوسط.                                                                     |

## سجل الكيك بوكسينغ
| التاريخ                                    | النتيجة | الخصم           | الحدث         | الموقع                  | الطريقة                          | الجولة | الوقت | السجل |
| ------------------------------------------ | ------- | --------------- | ------------- | ----------------------- | -------------------------------- | ------ | ----- | ----- |
| 2017-10-21                                 | فاز     | بوبا مكدانيل    | إكس كيه أو 38 | دالاس، الولايات المتحدة | ضربة قاضية (بالكوع الدوار للخلف) | 1      | 1:29  | 2–1   |
| 2017-8-12                                  | فاز     | مات فوستر       | إكس كيه أو 37 | دالاس، الولايات المتحدة | ضربة قاضية (باللكمات)            | 1      | 3:00  | 1–1   |
| 2016-4-30                                  | خسر     | وليام فلورنتينو | إكس كيه أو 30 | دالاس، الولايات المتحدة | قرار القضاة (بالانقسام)          | 1      | 3:00  | 0–1   |
| المفاتيح: فاز خسر تعادل/دون فائز الملاحظات |         |                 |               |                         |                                  |        |       |       |

## سجل فنون القتال المختلطة للهواة
| سجل الهواة  |       |       |
| 5 نزال      | 5 فاز | 0 خسر |
| ضربة قاضية  | 3     | 0     |
| قرار القضاة | 2     | 0     |

| النتيجة | السجل | الخصم          | الطريقة                    | الحدث                             | التاريخ       | الجولة | الوقت | المكان                               | الملاحظات                                   |
| ------- | ----- | -------------- | -------------------------- | --------------------------------- | ------------- | ------ | ----- | ------------------------------------ | ------------------------------------------- |
| فاز     | 5–0   | وليام كلارك    | ضربة فنية قاضية (باللكمات) | مصارعة القفص المتطرفة لرعاة البقر | 29 مارس 2014  | 2      | 1:14  | سان أنطونيو، تكساس، الولايات المتحدة | فاز بلقب بطولة بي سي جيه لوزن الوسط الشاغر. |
| فاز     | 4–0   | تيرينس مور     | ضربة فنية قاضية (باللكمات) | بطولة أوستن                       | 7 سبتمبر 2013 | 2      | 0:06  | أوستن، تكساس، الولايات المتحدة       | فاز بلقب بطولة بي أو إتش لوزن الوسط الشاغر. |
| فاز     | 3–0   | ناتانيل تشافيز | ضربة فنية قاضية (باللكمات) | مصارعة القفص المتطرفة لرعاة البقر | 8 يونيو 2013  | 2      | 2:08  | سان أنطونيو، تكساس، الولايات المتحدة |                                             |
| فاز     | 2–0   | زاك ريس        | قرار القضاة (بالإجماع)     | مصارعة القفص المتطرفة لرعاة البقر | 6 أكتوبر 2012 | 3      | 3:00  | سان أنطونيو، تكساس، الولايات المتحدة |                                             |
| فاز     | 1–0   | ريتشارد بيلي   | قرار القضاة (بالإجماع)     | مجموعة القتال الأولى              | 4 أغسطس 2012  | 3      | 3:00  | سان أنطونيو، تكساس، الولايات المتحدة |                                             |

## وصلات خارجية
- كيفن هولاند على موقع يو إف سي (الإنجليزية)
- كيفن هولاند على موقع شيردوغ (الإنجليزية)
- كيفن هولاند على موقع Tapology.com (الإنجليزية)
- كيفن هولاند على موقع IMDb (الإنجليزية)
- كيفن هولاند على موقع قاعدة بيانات الفيلم (الإنجليزية)